# Sandra Saavedra
Sandra Katrin Saavedra Löwenberger (Berlín, 18 de octubre de 1976) es una médica veterinaria y política chileno-alemana, militante del Partido Comunista de Chile (PCCh). Entre 2022 y 2024 se desempeñó como Delegada Presidencial Provincial de Melipilla bajo el gobierno de Gabriel Boric. Fue la primera mujer electa en representación del estamento estudiantil para el primer Senado Universitario de la Universidad de Chile.

## Familia y estudios
Hija de la alemana Bärbel Löwenberger y del chileno exiliado por la dictadura militar de Augusto Pinochet, Fideromo Saavedra, nace el 18 de octubre de 1976 en la República Democrática Alemana (RDA), dónde pasó gran parte de su infancia.
Vuelve del exilio junto a su familia el año 1985, radicándose en la ciudad natal de su padre, Temuco. En 1990 se traslada a Santiago e ingresa al Liceo José Toribio Medina de Ñuñoa. Cursa sus estudios superiores en la carrera de Medicina Veterinaria en la Universidad de Chile.
Está casada con Fernando Carmona Arlet; hijo de Lautaro Carmona, economista y militante comunista; con quien tiene dos hijos.

## Dirigente estudiantil
Durante su vida universitaria ejerció diversos cargos políticos. En 2001, fue electa como Secretaria Ejecutiva de la Federación de Estudiantes de la Universidad de Chile (FECH), posteriormente, durante los años 2002-2005, fue electa para el primer Senado Universitario de la Universidad de Chile, siendo la primera mujer en llegar al cargo en representación del estamento estudiantil.
Paralelo a esto, en 2003, es nuevamente electa para la FECH, esta vez en el cargo de Secretaria General. El año siguiente la Universidad de Chile le hace entrega del título "Mujer Siglo XXI".

## Trayectoria pública

### Actividades laborales
Entre 2006 y 2014 se desempeñó como funcionaria del Instituto de Desarrollo Agropecuario de Chile (INDAP), formando parte del Programa de Desarrollo Local (PRODESAL) de este. En 2014 ingresa a trabajar en el segundo gobierno de Michelle Bachelet, siendo la encargada de las relaciones laborales del Ministerio de Salud. Deja el cargo en el año 2017.
Posteriormente, entre 2019 y 2022, comienza a ejercer distintos cargos en organizaciones sociales de San Bernardo, integrando la Colectiva de Mujeres Siempre Viva, contra la violencia de género en la comuna de San Bernardo.

### Vida política
Militante del Partido Comunista, participó activamente en las manifestaciones del año 2019.
En 2021 es inscrita como candidata a las elecciones de convencionales constituyentes de 2021 en representación del distrito N.º 14, dentro de la lista Apruebo Dignidad. Sin resultar electa logra el 3.44% de los votos, correspondiente a 10 452 sufragios. El mismo año se presenta a la elecciones de consejeros regionales por la provincia de Maipo, no resultando electa.
Partícipe activa de la campaña presidencial de Gabriel Boric, y tras la victoria de este, es anunciada el 1 de marzo de 2022 como Delegada Presidencial Provincial de Melipilla, asumiendo el cargo el 11 del mismo mes, con el inicio formal de la administración.

## Historial electoral

### Elecciones de convencionales constituyentes de 2021
- Elecciones de convencionales constituyentes de 2021, para convencional constituyente por el distrito N.º 14. (Alhué, Buin, Calera de Tango, Curacaví, El Monte, Isla de Maipo, María Pinto, Melipilla, Padre Hurtado, Paine, Peñaflor, San Bernardo, San Pedro y Talagante)[4][5]

| Candidato                   | Pacto                                    | Partido | Votos  | %    | Resultados   |
| --------------------------- | ---------------------------------------- | ------- | ------ | ---- | ------------ |
| Ignacio Achurra Díaz        | Apruebo Dignidad                         | CS      | 29 620 | 9,76 | Convencional |
| Francisco Caamaño Rojas     | La Lista del Pueblo                      | ILZN    | 26 855 | 8,85 | Convencional |
| Renato Garín González       | Lista del Apruebo                        | ILYB    | 22 079 | 7,28 | Convencional |
| Jaime Coloma Álamos         | Vamos por Chile                          | UDI     | 19 081 | 6,29 |              |
| Camila Musante Müller       | Apruebo Dignidad                         | ILYQ    | 16 211 | 5,34 |              |
| Paulina Valenzuela Río      | Independientes por la Nueva Constitución | ILZT    | 15 735 | 5,19 | Convencional |
| Josefa Faúndez Espinoza     | La Lista del Pueblo                      | ILZN    | 14 951 | 4,93 |              |
| María José Becerra Moro     | Lista del Apruebo                        | PS      | 12 478 | 4,11 |              |
| Sandra Saavedra Löwenberger | Apruebo Dignidad                         | PCCh    | 10 452 | 3,44 |              |
| Cristóbal Orrego Sánchez    | Vamos por Chile                          | PRCh    | 9 455  | 3,12 |              |
| Camila Briceño Carrasco     | Lista del Apruebo                        | PDC     | 9 160  | 3,02 |              |
| Claudia Castro Gutiérrez    | Vamos por Chile                          | ILXP    | 3 760  | 1,24 | Convencional |

### Elecciones de consejeros regionales de 2021
- Elecciones de consejeros regionales de 2021, para consejero regional por la circunscripción provincial de Maipo (Buin, Calera de Tango, Paine y San Bernardo)

| Candidato                   | Pacto                                            | Partido | Votos  | %    | Resultados         |
| --------------------------- | ------------------------------------------------ | ------- | ------ | ---- | ------------------ |
| Daniel Cartes Castillo      | Unidad Constituyente                             | PS      | 10 822 | 7,15 |                    |
| María José Toro Toro        | Ecologistas e Independientes                     | PEV     | 8 819  | 5,83 |                    |
| Christian Pino López        | Cambio Radical Progresista                       | ILAS    | 8 512  | 5,62 |                    |
| Marcela Zbinden Pereira     | Republicanos e Independientes                    | PRCh    | 8 010  | 5,29 | Consejera regional |
| Camila Navarro Vargas       | Frente Amplio                                    | ILAV    | 7 959  | 5,26 | Consejera regional |
| Claudio Bustamante Gaete    | Chile Vamos UDI - Independientes                 | UDI     | 7 840  | 5,18 | Consejero regional |
| Paz Gajardo Daneri          | Frente Amplio                                    | RD      | 7 185  | 4,75 |                    |
| José Ignacio Soto Sandoval  | Democracia Ciudadana                             | PDC     | 6 215  | 4,11 |                    |
| Valentina Rivas Martínez    | Chile Vamos UDI - Independientes                 | ILAD    | 5 729  | 3,78 |                    |
| Sandra Pino Sánchez         | Partido de la Gente                              | PDG     | 5 700  | 3,77 |                    |
| Sandra Saavedra Löwenberger | Por un Chile Digno                               | PCCh    | 5 675  | 3,75 |                    |
| Wladimir Bolton Muñoz       | Por un Chile Digno                               | PCCh    | 5 193  | 3,73 |                    |
| Christopher Espinoza Oliver | Chile Vamos Renovación Nacional - Independientes | RN      | 5 475  | 3,62 |                    |